# Toplinski kapacitet
Toplinski kapacitet (oznaka C) je fizikalna veličina jednaka količniku količine topline Q dovedene nekome tijelu i promjene temperature ΔT koju je dovedena toplina prouzročila: 
{\displaystyle C={\frac {Q}{\Delta T}}}
Mjerna jedinica je džul po kelvinu (J/K).

## Objašnjenje
Toplinski kapacitet nam pokazuje koliko topline treba dovesti kilogramu nekog materijala da mu se temperatura povisi za 1 K (1°C). Za plinove se razlikuju specifični toplinski kapacitet kod stalnoga tlaka Cp i kod stalnoga volumena CV. 

### Toplina
Toplina, toplinska energija ili količina topline (oznaka Q) je fizikalna veličina kojom se opisuje energija koja prelazi s toplijega tijela na hladnije. Mjerna jedinica topline jest džul (J); stara jedinica bila je kalorija (1 cal = 4,186 J). Toplina koja se izmjenjuje pri dodiru dvaju tijela različitih temperatura ovisi o masi m tijela, specifičnom toplinskom kapacitetu c tvari od koje se tijelo sastoji, te o temperaturnoj razlici Δt: 
Obrada nije uspjela. (SVG (MathML može biti omogućen dodatkom preglednika): Invalid response ("Math extension cannot connect to Restbase.") from server "http://localhost:6011/hr.wikipedia.org/v1/":): {\displaystyle  \Delta Q = c \cdot m \cdot \Delta t }

Subjektivni osjećaj topline dobiva se dodirom s tijelima kojima je temperatura viša (toplo) ili niža (hladno) od temperature ljudskoga tijela. Toplina se objektivno mjeri promatranjem djelovanja ugrijanih tijela na druga tijela (kalorimetrija).

#### Količina topline
Želimo li masu od 1 kilogram vode ugrijati na plameniku od 10 °C na 20 °C, trebat će nam određeno vrijeme. Za grijanje 1 kilograma vode na tom plameniku od 10 °C na 30 °C bit će potrebno duže vremena. Za grijanje 2 kilograma vode trebat će dvostruko duže vremena nego za grijanje 1 kilograma vode. Dakle potrebna količina topline za zagrijavanje vode je to veća što je veća masa vode i što je zagrijavamo na višu temperaturu. Prema tome je:
{\displaystyle Q=m\cdot (t_{2}-t_{1})}
gdje je: Q - količina topline izražena u džulima (J), m - masa vode u kilogramima (kg) i t2 - t1 - razlika temperature u celzijima (°C). 
Količinu topline mjerimo kao i svaku energiju u džulima. Međutim, još se upotrebljava kao jedinica topline kilokalorija (kcal). 1 kcal je ona količina topline koja je potrebna da se 1 kilogram vode, kod normalnog tlaka zraka od 760 torra (1 atm), zagrije od 14,5 °C na 15,5 °C. To je zbog toga što količine topline za zagrijavanje 1 kilograma vode, na primjer od 12 na 13 °C ili od 20 na 21 °C, nisu jednake. Međutim su razlike tako malene da se u praksi uzima da je za ugrijavanje 1 kilograma vode za 1 °C potrebna 1 kcal, bez obzira kod koje se to temperature vrši. Kod grijanja mora se toplina dovoditi, a kod ohlađivanja odvoditi. Kilokalorija (kcal), određena pri 15 °C, približno je jednaka 4,1855 kilodžula (kJ).
Za zagrijavanje 1 kilograma željeza trebat će manje vremena nego za zagrijavanje 1 kilograma opeke. Znači da za različite tvari treba različita količina topline da bi se 1 kilogram te tvari ugrijao za 1 °C. Količina topline u J ili kcal koja je potrebna da se 1 kg neke tvari ugrije za 1 °C zove se specifična toplina ili specifični toplinski kapacitet, a označuje se malim slovom c. 
Prema tome, ako je za ugrijavanje 1 kg neke tvari potrebna specifična toplina c, to je za ugrijavanje m kg tvari potrebna c ∙ m. Za ugrijavanje m kg tvari od temperature t1 na temperaturu t2 potrebna je toplina:
{\displaystyle Q=c\cdot m\cdot (t_{2}-t_{1})=c\cdot m\cdot \Delta t}

### Specifični toplinski kapacitet
Specifični toplinski kapacitet (oznaka c) je fizikalna veličina jednaka toplinskom kapacitetu čvrstoga tijela ili tekućine C podijeljenom masom m čvrstog tijela ili tekućine: 
{\displaystyle c={\frac {C}{m}}}
Mjerna jedinica je džul po kilogramu i kelvinu (J · kg–1 · K–1). Za plinove se razlikuju specifični toplinski kapacitet kod stalnoga tlaka cp i kod stalnoga volumena cV. Omjer tih dvaju kapaciteta:
{\displaystyle X={\frac {C_{p}}{C_{V}}}}
važna je veličina u opisivanju kružnih procesa u termodinamici, na primjer jednadžba je adijabate:
{\displaystyle p\cdot V_{x}={\mbox{konstanta}}}
gdje je: p - tlak, a V - volumen idealnoga plina.
Toplinski kapacitet koji se odnosi na masu neke tvari naziva se specifični toplinski kapacitet.
Razlikujemo toplinske kapacitete pri stalnom tlaku (p) i pri stalnom volumenu (V):
{\displaystyle C_{p}=\left({\frac {Q}{T_{2}-T_{1}}}\right)_{p}=\left({\frac {\Delta Q}{\Delta T}}\right)_{p}}
{\displaystyle C_{V}=\left({\frac {Q}{T_{2}-T_{1}}}\right)_{V}=\left({\frac {\Delta Q}{\Delta T}}\right)_{V}}
Mjerna jedinica za toplinski kapacitet u sustavu SI je džul po kelvinu (J/K).
Specifični toplinski kapacitet ili kapacitet po jedinici mase se može izraziti i kao:
{\displaystyle c_{p,V}={\frac {C_{p,V}}{m}}={\frac {1}{m}}\left({\frac {\Delta Q}{\Delta T}}\right)_{p,V}}
Mjerna jedinica SI je džul po kilogram-kelvinu (J/kgK).

### Specifični toplinski kapacitet nekih tvari
Specifični toplinski kapacitet nekih tvari:
| Tvar     | c (J kg-1 K-1) |
| -------- | -------------- |
| voda     | 4 181,3        |
| ulje     | 3 800          |
| alkohol  | 2 500          |
| led      | 2 100          |
| aluminij | 900            |
| staklo   | 800            |
| željezo  | 460            |
| cink     | 390            |
| bakar    | 380            |
| živa     | 140            |

Produkt c ∙ m, to jest količina topline koju treba tijelo mase m kg da se zagrije za 1 °C, zove se toplinski kapacitet fizikalnog tijela. 
Kako voda ima veliku specifičnu toplinu, to ju je teško ugrijati. Zagrijana pak voda sadrži veliku količinu topline, što se mnogo iskorištava u tehnici. Voda se upotrebljava kao nosilac topline kod centralnog grijanja i u parnim kotlovima (generatorima pare).

### Molarni toplinski kapacitet
Molarni toplinski kapacitet - kapacitet po molu tvari:
{\displaystyle c_{p,V,mol.}={\frac {C_{p,V}}{n}}={\frac {1}{n}}\left({\frac {\Delta Q}{\Delta T}}\right)_{p,V}}
Mjerna jedinica SI je džul po mol-kelvinu (J/molK). Molarni se toplinski kapaciteti elemenata na dovoljno visokoj temperaturi (~ 300 K) međusobno vrlo malo razlikuju i kreću se oko 26,12 J/mol K .

### Mayerova relacija
Mayerova relacija daje vezu između cp,mol. i cV,mol. idealnog plina:
{\displaystyle C_{p}-C_{V}=n\cdot R\,}
{\displaystyle c_{p,mol.}-c_{V,mol.}=R\,}
gdje je n množina tvari, a R je plinska konstanta, R = 8,314 J/mol K.

### Latentna toplina
Različite okolnosti mogu utjecati na promjenu specifične topline tvari, tipično promjena agregatnog stanja. Također, promjene tlaka ili volumena tvari tijekom grijanja (što se posebno izraženo vidi kod plinova) utječu na mjereǌe specifične topline, iako ne utječu nužno ili izraženo na sam iznos specifične topline. Na primjer, možemo promatrati vodu i iznos ǌene specifične topline u tri različite okolnosti:
- pri temperaturi od 100 °C (para): 2,08 kJ/(kg·K)
- pri temperaturi od 25 °C (tekućina): 4,1813 kJ/(kg·K)
- pri temperaturi od -10 °C (led): 2,05 kJ/(kg·K)

Toplina koju je tvari potrebno dovesti da bi se promijenilo agregatno staǌe se ne ubraja u specifičnu toplinu, jer temperatura tijela za to vrijeme niti ne raste, već se naziva latentnom toplinom. Latentna toplina je jako male temperature i zato se ne koristi često. 

## Atomska teorija tlaka i specifične topline
Prema atomističkim predodžbama tlak plina uzrokovan je udarcima molekula o zid posude. Da pojednostavimo stvarne odnose, pretpostavit ćemo da se u kocki sve molekule kreću istom brzinom. Dalje možemo zamisliti da se jedna trećina molekula kreće gore-dolje, druga trećina lijevo-desno, a ostatak naprijed-nazad. Prema svakom zidu kocke kreće se dakle 1/6 svih molekula. Pri udaru o zid promijeni se smjer brzine. Ima li molekula prije sraza impuls sile p + m∙v, to poslije odbijanja (refleksije) ima impuls - m∙v. Odbijanjem od zida promijeni se impuls molekula za 2∙m∙v. Toliki impuls preuzme zid kocke. Mnogobrojni udari molekula očituju se kao neprekinuti (kontinuirani) tlak plina. Tlak plina je pritisak (sila) na jedinicu površine. Sila je po Newtonovom zakonu gibanja jednaka promjeni impulsa sile u jedinici vremena. Tlak plina dobivamo dakle, tako da proračunamo, koliki impulsi prenesu molekule u jednoj sekundi na 1 m2 zida. 
Očito je da će na 1 m2 zida kocke u jednoj sekundi udariti one molekule koje se nalaze pred zidom u stupcu koji je dug upravo toliko, kolika je brzina molekula. Broj molekula u 1 m3 označit ćemo s n. U stupcu dugom v s presjekom od 1 m2 nalazi se n∙v. Jedna šestina tih molekula kreće se prema zidu i prenese u sekundi na zid impuls jednak:
{\displaystyle p={\frac {1}{6}}\cdot n\cdot v\cdot 2\cdot m\cdot v={\frac {1}{3}}\cdot n\cdot m\cdot v^{2}}
To je tlak plina. Vidi se, da je tlak plina dan brojem molekula u 1 m3 i njihovom kinetičkom energijom 1/2∙m∙v2. To je razvidan rezultat. Gornju jednadžbu možemo još pisati u drugom obliku, da za n stavimo omjer između L - broja molekula u molu i V - volumena mola:
{\displaystyle p\cdot V={\frac {1}{3}}\cdot L\cdot m\cdot v^{2}}
Tlak na zid kocke opažamo kao stalan tlak, iako je on uistinu posljedica isprekidanih udaraca molekula. Ta kontinuiranost tlaka je znak da se plin sastoji od vrlo velikog broj molekula. Mnoštvo sitnih molekula proizvodi učinke, koji se u makroskopskim dimenzijama očituju kao kontinuirane osobine ili trajne sile. 
U teorijskoj jednadžbi možemo po Gay-Lussacovu zakonu umnožak p∙V zamijeniti s R∙T. Tada dobivamo jednadžbu:
{\displaystyle R\cdot T={\frac {1}{3}}\cdot L\cdot m\cdot v^{2}}
Odatle dobivamo za kvadrat brzine izraz:
{\displaystyle v^{2}={\frac {3\cdot R\cdot T}{L\cdot m}}}
Broj i masa molekula zasad su nepoznate, ali je njihov umnožak iskustveno ustanovljena veličina. L∙m je masa jednog mola plina. Kako se razabire, brzina je dana samim poznatim veličinama. Po toj jednadžbi izračunate su brzine molekula kod temperature ledišta vode za različite plinove:
| Plin  | Masa mola (g) | Brzina (m/s) |
| ----- | ------------- | ------------ |
| Vodik | 2             | 1 840        |
| Dušik | 28            | 490          |
| Kisik | 32            | 460          |
| Radon | 222           | 170          |

Da bi se ispitala ispravnost atomske teorije, morale su se pokusima odrediti brzine molekula. Taj zadatak je pokusima riješio O. Stern 1920. On je pomoću električne struje ugrijao nit srebra tako da je isparivala atome. Atome je pustio da jure u evakuiranoj staklenoj cijevi. 
Otvorima na uzastopnim zastorima atomi su se u cijevi izdvojili u homogeni snop. Takvu se snopu vrlo točno mogla izmjeriti brzina. Čitava se aparatura stavila u brzu vrtnju. Atomi srebra zbog toga nisu na ploči pali točno iza otvora na zastoru, nego malo više prema gore. Taj pomak dan je vremenom što ga atom srebra treba da bi prošao razmak od zastora do ploče. Tako izmjerene brzine molekula potpuno su se slagale s teorijom. 
Energija plina dana je zbrojem kinetičkih energija svih molekula. Kinetička energija pojedine molekule jednaka je 1/2∙m∙v2, a cjelokupna energija mola umnošku 1/2∙L∙m∙v2. Energiju mola dakle dobivamo da gornju atomističku jednadžbu pomnožimo s 3/2. Učinivši to, dobivamo za energiju U mola plina:
{\displaystyle U={\frac {3}{2}}\cdot R\cdot T}
Energija je u bitnom dana umnoškom plinske konstante i temperature. Taj zaključak teorije može se pokusima točno provjeriti. Energiju plina možemo povećati ili umanjiti tako, da plin grijemo ili hladimo. Prema gornjoj jednadžbi, specifična toplina plina jednaka je:
{\displaystyle C_{V}={\frac {3}{2}}\cdot R}
Ova teorijska vrijednost vrlo se dobro slaže s mjerenjem na jednoatomnim plinovima, kao što su helij, neon, argon i tako dalje. Za druge plinove, gdje su molekule građene od dva ili više atoma, daju mjerenja veće vrijednosti. To je jasno ako pomislimo da energija višeatomnih molekula može biti sadržana i u vrtnji atoma oko unutarnjih osi, a ne samo u prostornom gibanju molekula kroz prostor. Specifične topline višeatomnih plinova proračunat će se kasnije. 
Taj primjer lijepo osvjetljuje kako atomistička teorija povezuje različita svojstva materije. Na plinsku konstantu R ispitivači su nadošli ispitujući tlak plinova. U početku se nije očekivalo da će postojati neka uska veza između plinske konstante i energije plina. Atomistika ujedinjuje energetsko ponašanje plinova s njihovim napetostima. Takvo povezivanje različitih osobina materije u izraz jedinstvene stvarnosti je glavna crta atomske teorije. 
Što je niža temperatura plina, to su polaganija gibanja molekula. na apsolutnoj nuli nastupa potpuno mirovanje. Jasno je da se ispod te temperature materija ne može ohladiti. Hlađenje se sastoji u oduzimanju kinetičke energije molekula. No kad sve molekule miruju, ne može se više ništa energije oduzeti. Materija se nalazi u stanju najniže energije. To je puno fizičko značenje apsolutne nule temperature. 
Dijeleći ukupnu energiju mola Avogadrovim brojem L, dobivamo prosječnu energiju čestice u plinu:
{\displaystyle U={\frac {3}{2}}\cdot k\cdot T}
{\displaystyle k={\frac {R}{L}}}
gdje je: k - Boltzmannova konstanta, koja se može izračunati, čim je Avogadrov broj određen (broj molekula u molu). 

### Vrtnje molekula i specifična toplina
Pored pravocrtnog (translacijskog) gibanja mogu se molekule okretati i oko sebe samih. Energija vrtnje ili rotacijska energija zavisi također od temperature te daje svoj doprinos specifičnoj toplini plina. Molekulu možemo shvatiti kao kruto tijelo, jer atomi imaju stalne međusobne razmake. S obzirom na to da nema vanjskih sila, težište molekule kreće se s konstantnom brzinom. To gibanje zasad nas ne zanima i pretpostavit ćemo da težište molekule miruje. Molekula se vrti oko neke čvrste osi koja prolazi kroz težište. Općenito se rotacijska energija dobije iz pravocrtnog gibanja tako da se masa zamijeni momentima tromosti s obzirom na glavne osi, a komponente impulsa px, py i pz komponentama momenta impulsa. Prema tome, za prosječnu rotacijsku energiju dobivamo iste izraze kao i za pravocrtno gibanje. Na svaki stupanj slobode otpada prosječna energija 1/2∙k∙T. Prosječna rotacijska energija molekule jednaka je:
{\displaystyle E_{rot}={\frac {3}{2}}\cdot k\cdot T}
Energija molekule plina zbroj je kinetičke i rotacijske energije:
{\displaystyle E=E_{kin}+E_{rot}={\frac {3}{2}}\cdot k\cdot T+{\frac {3}{2}}\cdot k\cdot T=3\cdot k\cdot T}
Pomnoživši to Avogadrovim brojem L, dobivamo energiju jednog mola plina:
{\displaystyle U=3\cdot L\cdot k\cdot T=3\cdot R\cdot T}
Iz ove jednadžbe proizlazi da je specifična toplina (kod konstantnog volumena) jednaka:
{\displaystyle C_{V}=3\cdot R}
To se slaže s pokusima i mjerenjima. Odstupanje se opaža za plinove sastavljene od dvoatomnih molekula. Tamo, čini se, otpada vrtnja oko one osi koja prolazi kroz obje molekule. S obzirom na tu os moment tromosti molekule gotovo isčezava. Time imamo stupanj slobode manje. Prosječna energija dvoatomne molekule nije jednaka 6∙1/2∙k∙T, nego 5∙1/2∙k∙T. Za specifičnu toplinu dvoatomnih plinova dobivamo:
{\displaystyle C_{V}={\frac {5}{2}}\cdot R}
prema starim mjernim jedinicama, R je približno 2 cal/°C. Specifična toplina višeatomnih plinova iznosi dakle po teoriji 6 cal/°C, a dvoatomnih plinova 5 cal/°C. Ove vrijednosti izvrsno se slažu s iskustvom. 
Od kinetičke energije molekula zavisi u kakvom se agregatnom stanju nalazi materija. Dok se molekule kreću s velikim brzinama, bez važnosti su međusobne sile molekula. Svaka molekula juri kroz prostor nezavisno o stanju. Za velike kinetičke energije molekula materija se nalazi u plinskom stanju. Da plin pretvorimo u tekućinu moramo molekulama oduzeti mnogo energije. Plin postaje tekućina ako ga ohladimo na određenu nisku temperatura. Na toj niskoj kritičnoj temperaturi molekule ostaju sve duže jedna uz drugu pa se počinju gomilati u male hrpe. Postepenim oduzimanjem kinetičke energije plin postaje tekućina. U tekućini molekule kližu jedna uz drugu. Materija je zadobila stalnu gustoću. 

### Specifični toplinski kapacitet čvrstog tijela
Prema kinetičkoj teoriji materije, termodinamička svojstva čvrstih tijela određena su gibanjima atoma oko njihovih stalnih mjesta u kristalnoj rešetki. Premda kristal titra kao cjelina, to ipak pri prvom približenju (aproksimaciji) možemo uzeti da svaki atom titra za sebe oko svojeg položaja ravnoteže. Time smo čvrsto tijelo sveli na sustav harmoničkih oscilatora, što olakšava proračun njegove energije.
Titranje atoma oko položaja ravnoteže očituje se kao temperatura tijela. Razumije se da u tijelu neće svi atomi baš jednako snažno (intenzivno) titrati kao što ni brzine plinskih molekula nisu sve jednake. No ipak, kod svake temperature uspostavit će se određena raspodjela energije titranja. Nama se ovdje odmah nameće pitanje: Kolika je prosječna energija titranja pri zadanoj temperaturi? 
Pogledajmo najprije kolika je kinetička i potencijalna energija atoma u rešetki. Titranje je dano funkcijom:
{\displaystyle x=A\cdot \cos \omega t}
Brzina je jednaka derivaciji:
{\displaystyle {\frac {dx}{dt}}=-\,\omega \cdot A\cdot \sin \omega t}
Kinetička energija, prema tome, jednaka je:
{\displaystyle E_{kin}={\frac {1}{2}}\cdot m\cdot {\frac {dx}{dt}}={\frac {1}{2}}\cdot m\cdot \omega ^{2}\cdot A^{2}\cdot \sin ^{2}\omega t}
Kad kinetička energija postigne maksimum, ona postaje jednaka cjelokupnoj energiji. Energija harmoničkog oscilatora iznosi dakle:
{\displaystyle E={\frac {1}{2}}\cdot m\cdot \omega ^{2}\cdot A^{2}}
Potencijalna energija jednaka je razlici između cjelokupne energije i kinetičke energije:
{\displaystyle E_{pot}=E-E_{kin}=E-E\cdot \sin ^{2}\omega t=E\cdot \cos ^{2}\omega t}
Kosinus i sinus su jednake funkcije, pomaknute samo u fazi. Odatle proizlazi da je za harmoničko titranje kinetička energija u prosjeku jednaka potencijalnoj. Energija titranja, gledana u dugom periodu, jednako se raspodjeljuje na kinetičku i potencijalnu energiju.
Prije smo već na jednostavan način proračunali kolika je prosječna kinetička energija u toplinski uravnoteženom sustavu. Naš izvod vrijedio je bez obzira na to da li dolazi i potencijalna energija. Na jednodimenzijalno gibanje otpada prosječno kinetička energija jednaka:
{\displaystyle E_{kin}={\frac {1}{2}}\cdot k\cdot T}
Tolikoj kinetičkoj energiji pridolazi jednako velika potencijalna energija. Prosječna energija linearnog harmoničkog oscilatora iznosi prema tome:
{\displaystyle E=k\cdot T}
Taj rezultat je od temeljne važnosti. Kad je sustav harmoničkih oscilatora u termodinamičkoj ravnoteži, njihova prosječna energija iznosi k∙T.
Sistematski možemo čvrsto tijelo predočiti trodimenzionalnim nizom atoma koji titraju kao harmonički oscilatori. Razumije se, neki atomi titrat će jače, drugi slabije. No to se nas ne tiče. Njihovu prosječnu energiju znamo. Ovdje je još potrebno dodati da svaki atom može titrati u dubinu, širinu i visinu. Na svaki od ta tri smjera otpada u prosjeku energija k∙T. Prosječna energija atoma ili iona u kristalu jednaka je, dakle:
{\displaystyle E=3\cdot k\cdot T}
Energiju mola čvrstog tijela dobijemo kad tu energiju pomnožimo Avogadrovim brojem:
{\displaystyle U=3\cdot L\cdot k\cdot T=3\cdot R\cdot T}
Za specifičnu toplinu s obzirom na mol proizlazi odatle izraz:
{\displaystyle C_{V}=3\cdot R}
U praksi se obično računa sa specifičnim toplinskim kapacitetom obzirom na 1 gram. Pomnožimo li tu specifičnu toplinu težinom mola ili atomskom težinom, dobivamo našu veličinu CV. Ta veličina, a ne specifični toplinski kapacitet s obzirom na 1 g, konstanta je za čvrsta tijela. Pokusima su taj zakon dokazali 1818. istraživači P. L. Dulong i A. T. Petit. Oni su ustanovili da specifični toplinski kapaciteti čvrstih tijela pomnoženi atomskom težinom iznose 6 cal/°C. Kako je R jednako 2 cal/°C, to vidimo da klasična teorija daje ispravne specifične toplinske kapacitete.
| Kemijski element | Atomska težina | Specifični toplinski kapaciteti na 1 gram | CV  |
| ---------------- | -------------- | ----------------------------------------- | --- |
| Litij            | 7              | 0,8                                       | 5,6 |
| Magnezij         | 24             | 0,25                                      | 6   |
| Željezo          | 56             | 0,11                                      | 6,1 |
| Srebro           | 108            | 0,055                                     | 6   |
| Olovo            | 207            | 0,031                                     | 6,4 |
| Torij            | 232            | 0,026                                     | 6   |
| Dijamant         | 12             | 0,12                                      | 1,4 |

Našla su se ipak odstupanja od klasične teorije. Tako specifični toplinski kapacitet dijamanta kod sobne temperature pomnožena s 12 iznosi 1,4. Dakle, manja je od teorijske vrijednosti. Tek kad se dijamant ugrije do 1 000 °C, postaje CV jednak 6. Još gora je situacija kad se ispituju specifične temperature na niskim temperaturama. Pokusima je utvrđeno da specifične temperature svih čvrstih tijela isčezavaju kod apsolutne nule temperature. Za najniže temperature specifični toplinski kapacitet pada kao kub temperature:
{\displaystyle C_{V}={\mbox{konstanta}}\cdot T^{3}}
Stavimo li T = 0, imamo CV = 0. Ovaj pad specifičnog toplinskog kapaciteta ne možemo shvatiti u klasičnoj fizici. Tu bi specifični toplinski kapaciteti bili strogo konstante. Međutim, pokusima se ta konstantnost opaža samo kod viših temperatura, normalno kod sobnih temperatura. Klasična teorija vrijedi samo za visoke temperature, no potpuno zatajuje kod niskih.
Moglo bi se pomisliti da teškoće proizlaze odatle što smo uzeli prejednostavan model. Čvrsto tijelo ne titra kao skup harmoničkih oscilatora, nego se zapravo kroza nj šire elestični valovi. Energija čvrstog tijela jednaka je sumi energija elastičnih ravnih valova. Taj model upotrijebit ćemo zaista u kvantnoj teoriji. Međutim, u klasičnoj teoriji on ne daje različit rezultat. Energija ravnog vala formalno se podudara s energijom harmoničkog oscilatora, pa za prosječnu energiju ravnog vala izlazi u klasičnoj teoriji k∙T, a time konstantni specifični toplinski kapacitet. Klasična teorija ne može, ma kako profinjenim modelima, objasniti isčezavanje specifičnog toplinskog kapaciteta pri apsolutnoj nuli.
Te je pojave objasnila kvantna teorija. Došli smo do granice, gdje prestaju klasični zakoni, a počinje kvantna fizika.